# István Rózsavölgyi

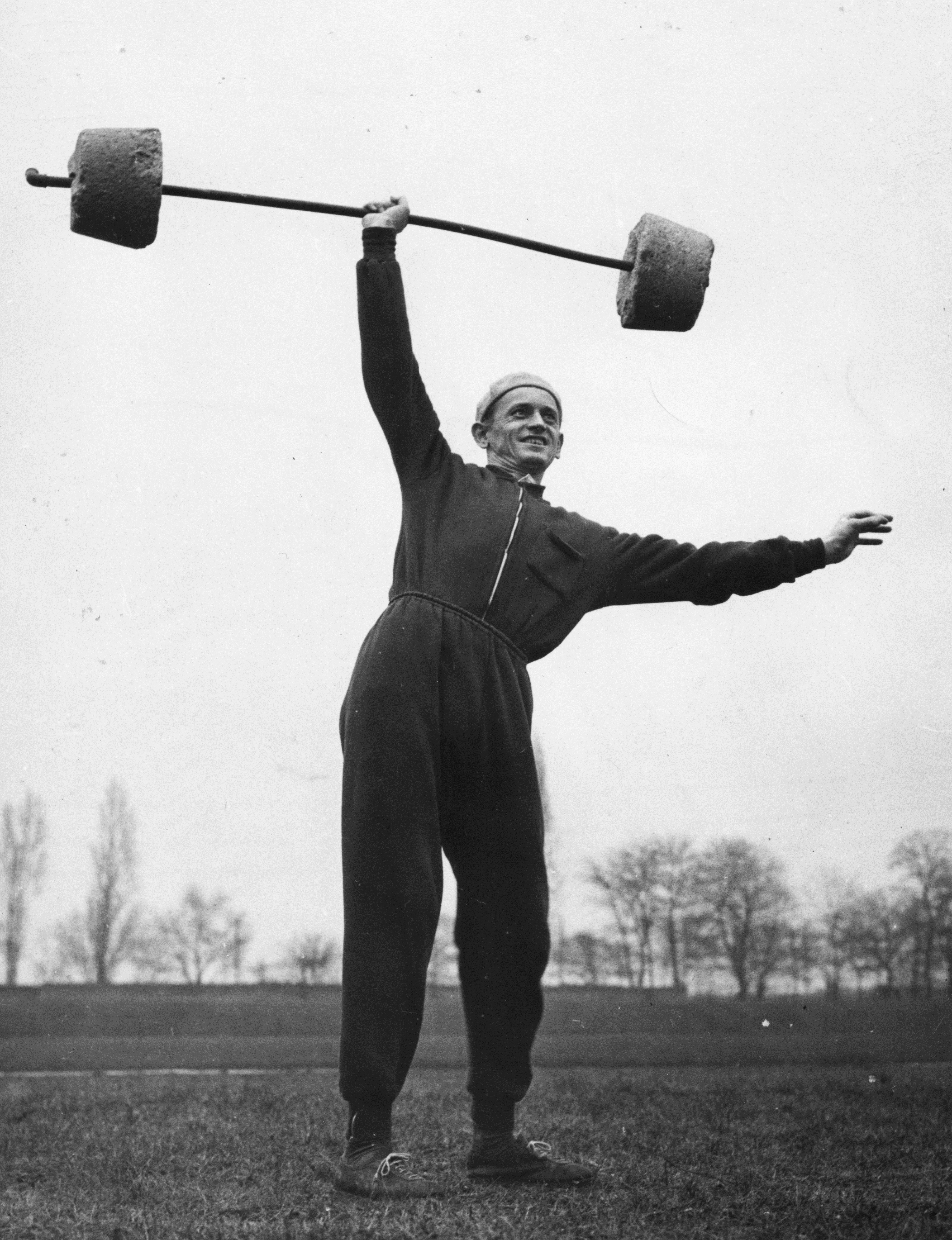
István Rózsavölgyi

István Rózsavölgyi [ˈiʃtvaːn ˈroːʒɒvølɟi] (* 30. März 1929 in Budapest; † 27. Januar 2012 in Tata) war ein ungarischer Leichtathlet. Der Mittelstreckenläufer stellte drei Einzelweltrekorde und vier Staffelweltrekorde auf. 1960 gewann er die olympische Bronzemedaille im 1500-Meter-Lauf.

## Karriere
Mitte der 1950er Jahre schafften auf den Mittelstrecken zahlreiche ungarische Leichtathleten den Durchbruch an die Weltspitze. Die meisten von ihnen trainierten unter Mihály Iglói bei Honvéd Budapest. Den ersten Weltrekord stellten die von Iglói betreuten Läufer am 23. September 1953 in der 4-mal-1500-Meter-Staffel auf. Bei den Europameisterschaften 1954 in Bern schied Rózsavölgyi bereits im Vorlauf aus.
Am 28. Juli 1955 fand in Helsinki ein Länderkampf zwischen Finnland und Ungarn statt. Auf der 1500-Meter-Strecke unterbot der Ungar Sándor Iharos den bestehenden Weltrekord des Australiers John Landy um eine Sekunde auf 3:40,8 Minuten, Rózsavölgyi wurde in diesem Lauf in 3:42,8 Minuten Zweiter. Am 5. September wurde dieser Weltrekord vom Ungarn László Tábori und vom Dänen Gunnar Nielsen eingestellt. Ab Mitte September 1955 trafen die ungarischen Läufer zu gemeinsamem Training und zu Wettkämpfen zusammen, um die verlängerte Saison 1956 mit den Olympischen Spielen im November zu simulieren. In dieser Phase stellte Rózsavölgyi drei Weltrekorde auf nichtolympischen Strecken auf, einen davon mit der 4-mal-1500-Meter-Staffel.
Am 3. August 1956 verbesserte er in Tata den bestehenden Weltrekord über 1500 Meter auf 3:40,6 Minuten, Zweiter in diesem Rennen wurde László Tábori vor Sándor Rozsnyói. Kurz vor den Olympischen Spielen 1956 in Melbourne wurde der Ungarische Volksaufstand niedergeschlagen. Die ungarischen Läufer traten in Melbourne physisch nicht in Topform und psychisch angegriffen an. Trotzdem gewannen Sándor Rosznyói und József Kovács zwei Silbermedaillen, László Tábori wurde Vierter über 1500 Meter. Rózsavölgyi hingegen war weit von seiner Form entfernt und schied im Vorlauf aus. Nach den Spielen kehrte Mihály Iglói mit einigen Läufern seiner Trainingsgruppe nicht nach Ungarn zurück. Rózsavölgyi zog es als Familienvater von Melbourne sofort nach Budapest zurück, Iharos kam später nach, Iglói und Tábori blieben in den USA.
Nach einem schwachen Jahr 1957, in dem er seinen 1500-Meter-Weltrekord verlor, kehrte Rózsavölgyi 1958 wieder zurück. Bei den Europameisterschaften 1958 in Stockholm gewann der Finne Olavi Vuorisalo den ersten und schnellsten Vorlauf in 3:40,8 Minuten vor dem Briten Brian Hewson und Rózsavölgyi. Den zweiten Vorlauf gewann der irische Olympiasieger Ron Delany, der Schwede Dan Waern setzte sich im dritten Vorlauf durch. Im Finale am 24. August sorgte Waern für ein recht hohes Tempo und eingangs der letzten Runde setzte er sich mit Vuorisalo leicht vom Feld ab, Rózsavölgyi führte das übrige Feld an und sorgte dafür, dass sich die beiden führenden nicht entscheidend lösen konnten. Auf der Zielgeraden hielt Waern sein Tempo, Vuorisalo konnte nicht folgen und aus dem Feld spurteten Hewson und Delany nach vorn. Hewson gewann letztlich vor Waern und Delany, Rózsavölgyi wurde in 3:42,7 Minuten Vierter vor Vuorisola.
1959 unterbot Rózsavölgyi erstmals die Marke von 3:40 Minuten auf der 1500-Meter-Strecke, mit 3:38,9 Minuten führte er die Weltjahresbestenliste an. Allerdings startete der australische Weltrekordler Herb Elliott 1959 nicht auf der metrischen Strecke, sondern nur in Meilenrennen.
Bei den Olympischen Spielen 1960 in Rom war der ungeschlagene Herb Elliott klarer Favorit. Er gewann den ersten Vorlauf sicher vor Rózsavölgyi. Den zweiten Vorlauf gewann der Franzose Michel Bernard. Im dritten Vorlauf setzte sich Dan Waern vor dem Franzosen Michel Jazy durch. Im Finale am 6. September 1960 sorgten Bernard und Waern für ein hohes Tempo und führten bis zur 800-Meter-Marke. Dann übernahm Elliott die Spitze und setzte sich deutlich vom übrigen Feld ab. In der Weltrekordzeit von 3:35,6 Minuten hatte er im Ziel rund 20 Meter Vorsprung auf Michel Jazy. Weitere fünf Meter dahinter gewann Rózsavölgyi Bronze in 3:39,2 Minuten.
1960 war Rózsavölgyis letztes Jahr in der Weltspitze. Nach der Saison 1962 beendete er seine Karriere.
Bei einer Körpergröße von 1,77 m betrug sein Wettkampfgewicht 58 kg.

## Weltrekorde
- 23. September 1953 in Budapest: 4 × 1500 Meter in 15:29,2 Minuten mit Sándor Garay, Ernő Béres, Istvan Rózsavölgyi, Sándor Iharos
- 14. Juli 1954 in Budapest: 4 × 1500 Meter in 15:21,2 Minuten mit László Tábori, Istvan Rózsavölgyi, Ferenc Mikes, Sándor Iharos
- 21. September 1955 in Tata: 1000 Meter in 2:19,0 Minuten
- 29. September 1955 in Budapest: 4 × 1500 Meter in 15:14,8 Minuten mit Ferenc Mikes, László Tábori, István Rózsavölgyi, Sándor Iharos
- 2. Oktober 1955 in Budapest: 2000 Meter in 5:02,2 Minuten
- 3. August 1956 in Tata: 1500 Meter in 3:40,6 Minuten
- 29. September 1959 in Budapest: 4 × 1 Meile in 16:25,2 Minuten mit Lajos Kovács, Béla Szekeres, Sándor Iharos, István Rózsavölgyi

## Bestzeiten
- 800 m: 1:48,4 min
- 1000 m: 2:19,0 min, 1955
- 1500 m: 3:38,8 min, 1960
- 1 Meile: 3:59,0 min
- 2000 m: 5:05,2 min, 1955
- 3000 m: 7:53,4 min, 1956
- 5000 m: 13:59,8 min, 1961